# Боск, Крисант
Криса́нт Боск Эспи́н (кат. Crisant Bosch Espín, исп. Crisanto Bosch Espín; 26 декабря 1907, Барселона — 13 апреля 1981, Барселона) — каталонский футболист, полузащитник, игрок сборной Испании 30-х годов XX века, после окончания карьеры — известный тренер.

## Карьера
Крисант Боск Эспин родился 24 декабря 1907 года в Барселоне, в юном возрасте поступил в местную команду «Хупитер», пройдя все молодёжные составы клуба, Боск наконец дебютировал в основном составе, играя на позиции левого крайнего нападающего. Там его заметил каталонский гранд — «Эспаньол», куда Боск пришёл в 1928 году. За «Эспаньол» Боск выступал на протяжении 15-ти сезонов, выиграв 4 чемпионата Каталонии и 2 Кубка Короля, выступал Боск и во время Испанской гражданской войны, оставшись одним из немногих, не завершивших карьеру, футболистов «Эспаньола». В 1943 году Боск перешёл из «Эспаньола» в «Террассу», где и завершил выступления на футбольном поле.
За сборную Испании Боск провёл 8 матчей, включая игры на чемпионате мира 1934, на котором провёл 1 матч против сборной Италии
Завершив игровую карьеру, Боск начал карьеру тренерскую, дважды недолго возглавляв родной «Эспаньол». Последние годы жизни Боск провёл работая консьержем на стадионе Саррия. Скончался Крисант Боск Эспин 13 апреля 1981 в Ибидеме.

## Достижения
- Чемпион Каталонии: 1929, 1933, 1937, 1940
- Обладатель Кубка Испании: 1929, 1940